# Андреас Норлен
Пер Улоф Андреас Норлен (швед. Per Olof Andreas Norlén; нар. 6 травня 1973) — шведський юрист і політик. Член Помірної коаліційної партії. Норлен отримав диплом юриста в Стокгольмському університеті і має докторський ступінь в області комерційного права Лінчепінзького університету.
Вперше обраний членом Риксдагу у 2006 році від лена Естерйотланд і зберігав свій мандат протягом наступних трьох термінів.24 вересня 2018 року Норлен обраний спікером Риксдагу. Його першим рішенням у новій посаді стало призначення дати голосування по кандидатурі прем'єр-міністра.